# Ilha do Rijo
A Ilha do Rijo localiza-se no interior da baía de Guanabara, na cidade e estado do Rio de Janeiro, no Brasil.
Integrante de um grupo de ilhotas a Leste da Ilha do Governador, foi adquirida a Armando Gaspar Torres pelo Ministério da Fazenda, em setembro de 1897.
Em 1909 a ilha foi cedida ao Ministério da Marinha, que nela inaugurou, no ano seguinte (1910), um Observatório Astronômico e Meteorológico. Ali estiveram detidos, em 1932, como presos políticos, Arthur Bernardes, ex-Presidente da República, e Borges de Medeiros, ex-Governador do Estado do Rio Grande do Sul.
Foi sede da Divisão do Serviço Geral de Submersíveis e Aviação da Marinha. Atualmente, abriga dependências do Centro de Munição da Marinha do Brasil.
A Ilha do Rijo também tem sua história ligada à criação da Escola de Aviação Naval.